# Groot Tuighuis
Het Groot Tuighuis  of de Oude Sint Jacobskerk is van oorsprong een katholieke kerk gelegen aan de Bethaniëstraat in de Noord-Brabantse hoofdstad 's-Hertogenbosch. 
In de loop der tijd is het gebouw voor verschillende doeleinden gebruikt. Het doet tegenwoordig dienst als kantoor en depot van de gemeentelijke afdeling Erfgoed 's-Hertogenbosch. 

## Sint Jacobskerk (1430-1629)
Omstreeks 1430 werd een aan Jacobus de Meerdere gewijde kapel en een gasthuis gebouwd voor pelgrims naar Santiago de Compostella. Vanaf 1569 kreeg het de functie van parochiekerk. In 1584 was de broederschapskapel uitgebreid tot het kerkgebouw van de huidige omvang. Het gebouw bestaat uit een driebeukig basilikaal schip met een eenbeukig koor. In de zijgevel is te zien, dat er gerekend werd op de bouw van een dwarsschip. Men is niet begonnen aan het dwarsschip, vermoedelijk vanwege geldgebrek.

## Protestantse kerk (1629-1650)
Na het Beleg van 's-Hertogenbosch (1629) werd de kerk door de Staatsen geconfisqueerd. Het gebouw heeft daarna tot 1650 dienst gedaan als protestantse kerk. 

## Sint-Jacobskazerne (1650-1918)
Van 1650 tot 1668 werd het kerkgebouw gebruikt als wagenhuis en begraafplaats. Ook werd het als paardenstal voor de cavalerie gebruikt. Vanaf 1669 tot 1752 werd er een militair arsenaal en tuighuis gevestigd. Het gebouw kreeg in deze periode ook meerdere verdiepingen. Tot 1918 heeft het vervolgens dienst gedaan als infanteriekazerne. Naast het gebouw is er nog een gedenksteen bewaard gebleven van een kazerne uit 1744.

## Noordbrabants Museum (1925-1986)
In 1920 werd de voormalige kerk de zetel voor het Provinciaal Genootschap van Kunsten en Wetenschappen in Noord-Brabant. Aan architect Oscar Leeuw werd de opdracht gegund om het gebouw tot museum te verbouwen. De 18e-eeuwse voorgevel diende hiervoor aangepast te worden.  Het museum zou later beter bekend worden als Het Noordbrabants Museum. Het genootschap herbergde er ook een omvangrijke bibliotheek. In 1925 vond de opening van het museum plaats. Het museum bleef in het pand gevestigd tot 1986, toen het verhuisde naar het Militair Gouvernement aan de Verwersstraat.

## Gemeentelijk depot BAM (1988-2015)
Vanaf 1988 deed het gebouw dienst als depot voor de gemeentelijke afdeling Bouwhistorie, Archeologie en Monumenten (BAM). Het voormalige priesterkoor biedt ruimte aan Podium de Azijnfabriek. Via een zijingang is de concertzaal bereikbaar.

## Erfgoed 's-Hertogenbosch (2015-heden)
Sinds 2015 is het Groot Tuighuis de thuisbasis van de gemeentelijke afdeling Erfgoed 's-Hertogenbosch. Een kennis- en adviescentrum voor cultuurhistorie in gemeente 's-Hertogenbosch op het gebied van archief, monumenten, archeologie en bouwhistorie. Het gebouw doet dienst als kantoor, erfgoedwerkplaats en archeologisch en bouwhistorisch depot. Op de benedenverdieping worden vondsten uit 's-Hertogenbosch tentoongesteld voor publiek. Het voormalige priesterkoor was tot 2020 een concertzaal, Podium de Azijnfabriek.